# Apiocarpella macrospora
Apiocarpella macrospora är en svampart som först beskrevs av Speg., och fick sitt nu gällande namn av Syd. & P. Syd. 1919. Apiocarpella macrospora ingår i släktet Apiocarpella, divisionen sporsäcksvampar och riket svampar.   Inga underarter finns listade i Catalogue of Life.